# Rob Lee
Robert ("Rob") Martin Lee (West Ham, 1 februari 1966) is een voormalig betaald voetballer uit Engeland, die speelde als aanvallende middenvelder gedurende zijn carrière. Hij speelde onder meer voor Charlton Athletic, Derby County en Newcastle United.

## Interlandcarrière
Lee speelde 21 keer voor de nationale ploeg van Engeland, en scoorde twee keer in de periode 1994-1998. Onder leiding van bondscoach Terry Venables maakte hij zijn debuut op 12 oktober 1994 in de vriendschappelijke thuiswedstrijd tegen Roemenië (1-1) in Londen. Hij begon in dat duel in de basis en nam in de 55ste minuut de gelijkmaker voor zijn rekening, nadat Ilie Dumitrescu de bezoekers op voorsprong had gezet. Lee nam met Engeland deel aan het WK voetbal 1998.
| Interlanddoelpunten | Interlanddoelpunten | Interlanddoelpunten | Interlanddoelpunten    | Interlanddoelpunten | Interlanddoelpunten | Interlanddoelpunten | Interlanddoelpunten |
| #                   | Datum               | Locatie             | Wedstrijd              | Goal(s)             | Score               | Uitslag             | Wedstrijd           |
| ------------------- | ------------------- | ------------------- | ---------------------- | ------------------- | ------------------- | ------------------- | ------------------- |
| 1                   | 12/10/1994          | Londen              | Engeland – Roemenië    | 55'                 | 1 – 1               | 1 – 1               | Oefenduel           |
| 2                   | 24/05/1997          | Londen              | Engeland – Zuid-Afrika | 20'                 | 1 – 0               | 2 – 1               | Oefenduel           |

## Erelijst
Newcastle United
- Football League First Division

1993
- Premier League Player of the Month

1994 (september), 1995 (november)
 West Ham United
- Football League First Division

Play-off runner-up: 2004